# Волны-убийцы
Во́лны-уби́йцы (блужда́ющие во́лны, во́лны-мо́нстры, бе́лая волна́, англ. rogue wave — волна-разбойник, freak wave — чокнутая волна; фр. onde scélérate — волна-злодейка, galéjade — дурная шутка, розыгрыш) — гигантские одиночные волны, возникающие в океане, высотой 20—30 метров (а иногда и больше), обладающие нехарактерным для морских волн поведением. «Волны-убийцы» опасны для судов и морских сооружений. Корпус судна, встретившегося с такой волной, может не выдержать давление обрушившейся на него воды, и судно быстро затонет.
Важное обстоятельство, которое позволяет выделить феномен волн-убийц в отдельную научную и практическую тему и отделить от других явлений, связанных с волнами аномально большой амплитуды (например, цунами), — внезапность их появления. В отличие от цунами, возникающих в результате подводных землетрясений или оползней и набирающих большую высоту лишь на мелководье, появление «волн-убийц» не связано с катастрофическими геофизическими событиями.
Хотя единой причины для волн-убийц, по-видимому, нет, но нелинейная динамика поверхностных волн на воде является одной из характерных причин формирования волн-убийц в океане.

## История
Долгое время блуждающие волны считались вымыслом, так как они не укладывались ни в одну существовавшую на то время математическую модель возникновения и поведения морских волн, а также не находилось достаточного количества достоверных свидетельств. Так, Жюль Дюмон-Дюрвиль, сообщивший в 1826 году о встрече в Индийском океане с гигантской волной высотой около 100 футов (~30 метров), подтвержденной свидетельствами еще троих очевидцев, был публично осмеян тогдашним ведущим французским физиком Франсуа Араго. Началом научного интереса к явлению является 1 января 1995 года, когда на нефтяной платформе «Дропнер» в Северном море у побережья Норвегии была впервые приборно зафиксирована волна высотой в 25,6 метра, названная волной Дропнера. 
Дальнейшие исследования в рамках проекта MaxWave («Максимальная волна»), который предусматривал мониторинг поверхности мирового океана с помощью радарных спутников ERS-1 и ERS-2 Европейского космического агентства, зафиксировали за три недели по всему земному шару более 10 одиночных гигантских волн, высота которых превышала 25 метров. Эти исследования заставляют по-новому рассмотреть причины гибели за прошлые два десятилетия судов такого размера, как контейнеровозы и супертанкеры, включив в число возможных причин и волны-убийцы.
Новый проект получил название Wave Atlas (Атлас волн) и предусматривает составление всемирного атласа наблюдавшихся волн-убийц и его статистическую обработку.

## Особенности и факторы угрозы
Кроме аномальной высоты, волны-убийцы также отличаются аномальной крутизной, представляя собой почти вертикальную стену воды. Из-за этого судно не способно взобраться на нее, как на обычную волну, и вынуждено таранить ее насквозь. Это наносит по корпусу судна удар, на порядки превышающий таковые от перемещения по обычным волнам. Также, за счет экстремальной высоты, волна бьет значительной частью своей массы по надстройке судна, выбивая стекла, корежа переборки и ломая палубные конструкции, которые на такие удары не рассчитаны; надстройки даже иногда делали из сравнительно мягкого алюминия ради экономии веса. Давление многометровой толщи воды, попавшей на палубу, также может продавить саму палубу или грузовые люки. Наконец, когда основание волны-убийцы проходит под корпусом судна, нос, а затем корма судна поднимаются из воды, лишаясь выталкивающей силы и давая колоссальную нагрузку на середину корпуса, особенно для тяжело груженых грузовых судов, из-за чего судно может переломиться пополам. Предельное давление на корпус судна от обычной волны составляет 3–5 тс/м2; суда по текущим стандартам рассчитаны выдерживать минимум 15 без повреждений; гидродинамическое давление же от удара волны-убийцы составляет 100 тс/м2, а по некоторым расчетам при скорости соударения 35 м/с может достигать 500 тс/м2 (5 650 кПа). Это делает невозможным рассчитать все океанские суда на встречу с произвольными волнами-убийцами при текущем уровне технологий, сохранив их рентабельность. В результате, текущие усилия концентрируются на разработке моделей предсказания волн-убийц и избегании в коммерческом судоходстве областей Мирового океана, где они возникают наиболее часто — например, области к востоку от южной оконечности Африки, где текущие с юго-запада прохладные воды Атлантики натыкаются на противостоящее быстрое и узкое теплое течение Агульяс.

## Причины возникновения
По текущему рабочему определению, «волной-убийцей» считается волна, чья высота вдвое превышает так называемую существенную высоту фоновых волн (Significant wave height), равную средней высоте трети наиболее высоких волн. Таким образом, определение никак не ограничивает механизмы возникновения волн-убийц, и, вообще говоря, могут существовать несколько различных причин их возникновения.
Существует несколько гипотез о причинах возникновения экстремальных волн. Многие из них лишены здравого смысла. Наиболее простые объяснения построены на анализе простой суперпозиции волн разной длины. Оценки, однако, показывают, что вероятность возникновения экстремальных волн в такой схеме оказывается слишком мала. 

Другая заслуживающая внимания гипотеза предполагает возможность фокусировки волновой энергии в некоторых структурах поверхностных течений. Эти структуры, однако, слишком специфичны для того, чтобы механизм фокусировки энергии мог объяснить систематическое возникновение экстремальных волн.

Также, учёные выяснили, что в определенных случаях ветер способствует самоусилению волн, заставляя их становиться выше и протяженнее.
Интересно, что такие волны могут быть как гребнями, так и впадинами, что подтверждается очевидцами. Дальнейшее исследование привлекает эффекты нелинейности в ветровых волнах, способные приводить к образованию небольших групп волн (пакетов) или отдельных волн (солитонов), способных проходить большие расстояния без значительного изменения своей структуры. Подобные пакеты также неоднократно наблюдались на практике. Характерными особенностями таких групп волн, подтверждающими данную теорию, является то, что они движутся независимо от прочего волнения и имеют небольшую ширину (менее 1 км), причём высоты резко спадают по краям.

## Численное моделирование волн-убийц
Прямое моделирование волн-убийц было предпринято в работах В. Е. Захарова, А. И. Дьяченко, Р. В. Шамина. Численно решались уравнения, описывающие нестационарное течение идеальной жидкости со свободной поверхностью. Использование особого вида уравнений позволило проводить вычисления с большой точностью и на больших временны́х интервалах. В ходе численных экспериментов были получены характерные профили для волн-убийц, хорошо согласующиеся с экспериментальными данными.
В ходе большой серии вычислительных экспериментов по моделированию динамики поверхностных волн идеальной жидкости, имеющих характерные для океана физические параметры, были построены эмпирические функции частот возникновения волн-убийц в зависимости от крутизны (~энергии) и дисперсии начальных данных.

## Экспериментальное наблюдение
Одной из проблем в изучении волн-убийц является сложность их получения в лабораторных условиях. В основном исследователи вынуждены работать с данными, полученными при наблюдениях в естественных условиях, причём такие данные весьма ограничены в силу непредсказуемого характера возникновения волны-убийцы.
В 2010 году впервые экспериментально были получены солитоны-бризеры Перегрина, являющиеся, по мнению многих учёных, возможным прототипом волн-убийц. Эти солитоны, являющиеся частным решением нелинейного уравнения Шрёдингера, были получены для оптической системы, однако уже в 2011 году эти же солитоны были получены и для волн на воде. В 2012 году в ещё одном эксперименте учёным удалось продемонстрировать генерацию солитона-бризера более высокого порядка, для которого амплитуда в пять раз превышает амплитуду фонового волнения.

## Случаи наблюдения
- Утром 7 февраля 1933 года на корабль ВМС США «Рамапо», который следовал из Манилы в Сан-Диего, обрушилась волна высотой 34 метра[14].
- С 8 по 14 декабря 1942 года, «Куин Мэри» перевозила 10 389 солдат и 950 членов экипажа (всего 11 339 человек)[15]. Во время этого рейса, 11 декабря, в 700 милях (1100 км) от Шотландии во время шторма, корабль внезапно был атакован с правого борта огромной волной, высота которой могла достигать 28 метров (92 фута)[16]. Описание этого перехода можно найти в книге Картера[17][18]. Цитируя книгу, отец Картера, доктор Норвал Картер, который в то время служил в 110-м госпитале на борту, написал в письме, что в какой-то момент «Куин Мэри» «чуть не опрокинулась... В один момент верхняя палуба была на своей обычной высоте, а затем, бац! Она накренилась, потом ещё и ещё». Позже было подсчитано, что корабль накренился на 52 градуса и опрокинулся бы, если бы накренился ещё на три градуса[17].
- 12 апреля 1966 года в средней Атлантике итальянский трансатлантический лайнер «Микеланджело» (Michelangelo) подвергся удару гигантской «белой» волны 20 метров высотой. Двух пассажиров смыло в море, один член экипажа умер спустя несколько часов, более 50 человек были ранены. Корабль получил серьёзные повреждения носовой части и одного из бортов[19].
- 11 сентября 1995 года британский трансатлантический лайнер «Куин Элизабет 2» в Северной Атлантике во время урагана Луиса зафиксировал 27-метровую волну[20].

## Случаи гибели судов
- Немецкий лихтеровоз MS München пропал во время шторма 13 декабря 1978 года. В результате поисков были найдены отдельные обломки судна, свидетельствовавшие о полученном судном колоссальном ударе в более чем 20 метрах выше ватерлинии. Предположительно, корабль стал жертвой одной или нескольких волн-убийц[21].
- Английский нефтерудовоз MV Derbyshire пропал во время тайфуна Orchid у берегов Японии 9 сентября 1980 года. Обломки были обнаружены и тщательно обследованы в 1994 году. Последующий анализ показал, что, учитывая погодные условия, «Дербишир» почти наверняка столкнулся с волнами высотой не менее 28 метров, и что даже намного меньшая волна-убийца легко сорвала бы одну или несколько крышек люков грузового отсека судна, что привело бы к быстрой гибели корабля[22].
- Советский траулер «Картли» в декабре 1991 года стал жертвой волны-убийцы у берегов шотландского острова Гиа. Судно сначала село на мель, потом затонуло. Погибли 4 члена экипажа. Остальных спасли береговые спасательные службы[23].